# Calle 52 (línea Flushing)
 Calle 52  es una estación en la línea Flushing del Metro de Nueva York de la División A del Interborough Rapid Transit Company (IRT). La estación se encuentra localizada en el distrito Woodside, Queens entre la Calle 52 y la Avenida Roosevelt. La estación es servida todo el tiempo por los trenes del servicio 7.